# Trapezites macqueeni
Trapezites macqueeni is een vlinder uit de familie van de dikkopjes (Hesperiidae). De wetenschappelijke naam van de soort is voor het eerst geldig gepubliceerd in 1970 door Kerr & Sands.